# I Marbella Open 2012
L'I Marbella Open 2012 è stato un torneo professionistico di tennis maschile giocato sulla terra rossa. È stata la 1ª edizione del torneo, facente parte dell'ATP Challenger Tour nell'ambito dell'ATP Challenger Tour 2012. Si è giocato a Marbella in Spagna dal 12 al 18 novembre 2012.

## Partecipanti ATP

### Teste di serie
| Nazionalità | Giocatore             | Ranking* | Testa di serie |
| ----------- | --------------------- | -------- | -------------- |
| Spagna      | Daniel Gimeno Traver  | 70       | 1              |
| Russia      | Andrej Kuznecov       | 75       | 2              |
| Spagna      | Rubén Ramírez Hidalgo | 96       | 3              |
| Slovenia    | Blaž Kavčič           | 99       | 4              |
| Romania     | Adrian Ungur          | 111      | 5              |
| Spagna      | Albert Montañés       | 118      | 6              |
| Croazia     | Antonio Veić          | 144      | 7              |
| Spagna      | Íñigo Cervantes       | 148      | 8              |

- 1 Ranking al 5 novembre 2012.

### Altri partecipanti
Giocatori che hanno ricevuto una wild card:
- Manuel de Luis
- Marko Djokovic
- Carlos Gómez-Herrera
- Mario Vilella

Giocatori che sono passati dalle qualificazioni:
- Robert Carballes Baena
- David Pérez Sanz
- Blaž Rola
- Jordi Samper-Montaña

## Campioni

### Singolare
- Albert Montañés ha battuto in finale  Daniel Muñoz de la Nava con il punteggio di 3–6, 6–2, 6–3

### Doppio
- Andrej Kuznecov /  Javier Martí hanno battuto in finale  Emilio Benfele Álvarez /  Adelchi Virgili, 6–3, 6–3